# 江汉艺术职业学院
江汉艺术职业学院，前身潜江艺术师范学校，是经湖北省人民政府批准建立、教育部备案的全日制普通高等院校，位于中华人民共和国湖北省潜江市。

## 沿革
1994年后，中共潜江市委、潜江市人民政府计划将潜江幼儿(艺术)师范学校办成高等专科校，并创办领导小组。2001年6月，潜江市政府向湖北省人民政府申请。2004年3月，湖北省教育厅组织评估，并在4月29日同意潜江艺术师范学校基础上建立江汉艺术职业学院，并撤销潜江艺术师范学院。6月2日，中华人民共和国教育部通知同意备案。9月正式开学。